# 삿포로 클래식
삿포로 클래식(일본어: サッポロクラシック 삿포로쿠라싯쿠[*], 영어: SAPPORO CLASSIC)은 삿포로 맥주가 제조 · 판매하고 있는 맥주이다. 홋카이도 지역 한정으로 판매되는 맥아 100%의 맥주로, 홋카이도 에니와시에 소재한 공장에서 제조하고 있다.

## 양조법
고온 단시간으로 양조하는 호흐 쿠르츠(Hoch Kurz)를 채용하고 있다. 독일어로 호흐(Hoch)는 고온, 쿠르츠(Kurz)는 짧다라는 뜻으로, 독일의 오래된 양조법 중 하나이며, 짧은 시간에 고온 처리를 하는 맥아 본래의 맛을 살리는 것이 특징이다.

## 역사
1985년에 발매를 시작했다. 처음에는 미미했지만, 해마다 인기를 높여 2001년부터 2015년까지 15년 연속 매출 상승 (전년 대비 100% 이상)을 달성하여 홋카이도 이외의 지역에서도 인기 있는 브랜드이다. 따라서 일본 각지의 백화점이나 슈퍼마켓에서도 홋카이도 음식전 등 행사에서 판매되는 경우가 많으며, 또한 인터넷 쇼핑몰 등에서 취급하는 점포도 많이 있으며, 홋카이도 이외에서도 비교적 쉽게 얻을 수있다.
2008년에는 후라노 산 홉을 사용한 삿포로 클래식 후라노 VINTAGE를 발매하였다. 이후 매년 가을에 그 해에 수확된 후라노 산 홉을 사용하는 것이 수량 한정으로 판매되고 있다.

## 원재료
- 맥아
- 홉

## 영양 성분
100mL 당 영양 성분이다.
- 칼로리: 40 kcal
- 단백질: 0.3 - 0.6 g
- 지질: 0 g
- 당질: 2.9 g
- 식이섬유: 0.1 - 0.2 g
- 나트륨: 0 mg

## 기타
- 도내 음식점에서는 190점 (타루나마)에서 제공하고있다. 또한 도내 대부분의 슈퍼마켓, 편의점에서 판매되고 있다.
- 제품 라인업은 타루나마(樽生), 큰 병 (633ml), 중병 (500ml), 캔 (500ml), 캔 (350ml)이다.

## CM 캐릭터
- 모리모토 레오 (1995년. 한정 전국 발매시 나레이션도 겸임)
- 오카다 다케시 (2000년)
- 오오이즈미 요 (2000년)
- 타카 앤드 토시 (2008년 - 2013년)
- 마츠오카 마사히로 (2014년 - )